# 国防省 (タイ)
国防省（こくぼうしょう）は、タイ王国政府の省の一つ。

## 概要
タイ王国軍の統制と管理、国家の治安と統合の維持、国家安全保障の部門を担当している。内閣の閣僚である文民の国防大臣が省の長となる。国軍は陸軍、海軍、空軍の三軍で構成されている。国王が国軍の総帥であるが、この地位は名目的なものに過ぎない。省と国軍は文民によって統制されている。

## 歴史
もともと同省の基盤はアユタヤ時代に創設された。「サム・ガラホーム」 (タイ語: สมุหกลาโหม)と呼ばれ、タイ南部と防衛を任務としていた。この組織はラッタナコーシン時代まで維持された。現在のような省の形になったのは、ラーマ5世が西欧列強諸国の脅威に対抗するために、1887年に常備軍を設置してからである。初めの省庁舎は王宮に面して建てられていた馬象厩舎であったが、その後ヨーロッパ様式の建物に建て替えられた。1847年創設当初、省の指揮下の軍は陸軍のみであったが、1887年には海軍、1913年には空軍も創設された。

## 部局

### 省関連の公共機関
- 国防技術研究所（สถาบันเทคโนโลยีป้องกันประเทศ）

### 省関連の教育機関
- タイ王国海軍士官学校
- タイ王国士官学校予科
- タイ王国防衛大学 （วิทยาลัยป้องกันราชอาณาจักร）
- チュラチョームクラオ陸軍士官学校

### その他関連機関
- 退役軍人会 （The War Veterans Department）
- バンコク船渠有限会社 （Bangkok Dock Company Limited）
- 砲兵機関 （Battery Organization） (2007年に廃止・解散した)
- 皮革機関 （The Leather Tanning Organization）(2007年に上記の機関と共に廃止・解散した)

## 関連事項
- 内閣 (タイ)
- タイ王国軍